# Burning Desire
Burning Desire kompilacijski je album američkog glazbenika Jimija Hendrixa, postumno objavljen 2006. godine od izdavačke kuće Dagger Records. Album sadrži instrumentalne studijske improvizacije i nedovršene demosnimke krajem 1969. i početkom 1970. godine.

## O albumu
Burning Desire deveto je izdanje diskografske kuće Dagger Records. Album je izuzetan primjer Hendrixovog kreativnog istraživanja krajem šezdesetih i početkom sedamdesetih. Uz stalnu potrebu da radi nešto novo, također je pokušavao integrirati razna glazbala kao što su rog, razne klavijature, udaraljke, ritam gitare i druge

## Popis pjesama
Sve pjesme napisao je Jimi Hendrix.
| Br. | Skladba                                   | Autor | Trajanje |
| --- | ----------------------------------------- | ----- | -------- |
| 1.  | »Izabella«                                |       | 4:23     |
| 2.  | »Ezy Ryder/MLK (Captain Coconut)"«        |       | 19:59    |
| 3.  | »Cherokee Mist/Astro Man«                 |       | 5:18     |
| 4.  | »Record Plant 2X«                         |       | 11:03    |
| 5.  | »Villanova Junction Blues«                |       | 4:56     |
| 6.  | »Burning Desire«                          |       | 7:27     |
| 7.  | »Stepping Stone/Villanova Junction Blues« |       | 6:38     |
| 8.  | »Slow Time Blues«                         |       | 3:49     |

## Detalji snimanja
- Skladbe 1 i 7 snimljene su u studiju Record Plant, New York City, New York, 7. studenog 1969.
- Skladbe 2, 4, 5, 6 i 8 snimljene su u studiju Record Plant, 23. siječnja 1970.
- Skladba 3 snimljena je u studiju Record Plant, 7. siječnja 1970.

## Izvođači
- Jimi Hendrix – električna gitara
- Buddy Miles – bubnjevi
- Billy Cox – bas-gitara

## Vanjske poveznice
- Authentic Hendrix  Arhivirana inačica izvorne stranice od 12. srpnja 2010. (Wayback Machine) - Burning Desire